# 乌石镇 (黄山市)
乌石镇，是中华人民共和国安徽省黄山市黄山区下辖的一个乡镇级行政单位。
乌石镇地域面积264.3平方公里，户籍人口约12500人。
乌石镇是黄山区西部的商贸中心和物资集散地，集田区、山区、库区于一身，有林山场20000公顷，农田和茶园分别为660余公顷。境内既有重峦叠嶂、茂林竹海、飞瀑流泉、云蒸霞蔚之神秀，又有阡陌纵横、牛羊相逐、湖帆点点、渔歌唱晚之恬适，一派世外桃源般田园风光。全镇森林覆盖率达80%以上，空气和水质常年保持国家一级标准，是安徽省名优茶出口基地和黄山市的有机茶之镇，先后荣获“全国造林绿化百佳乡镇”、“安徽省优秀旅游乡镇”等称号。

## 行政区划
乌石镇下辖以下地区：
乌石村、夏村村、长芦村、舒溪村、桃源村、地里溪村、清溪村和茶儿垅村。